# Союз коммунистов — Движение за Югославию
Союз коммунистов — Движение за Югославию (сокращ. СК — ПЮ) (сербохорв. Савез комуниста — Покрет за Југославију (СК — ПJ) / Savez komunista — Pokret za Jugoslaviju (SK — PJ), словен. Zveza komunistov — Gibanje za Jugoslavijo (ZK — GJ), макед. Сојузот на комунисти — Движење за Југославија (СК—ДЈ)) — коммунистическая партия, существовавшая на территории СФРЮ и СРЮ в 1990—1994 годах, фактический правопреемник Союза коммунистов Югославии. Была основана рядом представителей генералитета Югославской народной армии в разгар дезинтеграционных процессов в стране на базе партийной организации СКЮ в ЮНА. В силу своей специфики, пользовалась определённым влиянием как в ЮНА (до её фактического развала в 1991 году), так и в АЮ, но не имела широкого представительства в государственных органов Югославии и отделяющихся от неё республик. Находилась в оппозиции к режиму Слободана Милошевича.
В июле 1994 года объединилась с ещё 23 коммунистическими и левыми партиями в блок «Югославские левые», впоследствии преобразованный в единую партию.

## История
После фактического развала Союза коммунистов Югославии на его XIV чрезвычайном съезде в мае 1990 года, все его составные части изменили свои идеологические положения в русле или национализма, или социал-демократии и демократического социализма. Наиболее ортодоксально настроенные титоисты покидали их и либо переходили в НКПЮ, придерживающуюся марксизма-ленинизма, либо вливались в ещё сохраняющую приверженность идеям Тито парторганизацию бывшего СКЮ в ЮНА. Министр обороны СФРЮ Велько Кадиевич публично заявил, что она «никогда не покинет СКЮ».
4 ноября 1990 года в белградском Сава-центре состоялась учредительная конференция Союза коммунистов — Движения за Югославию, который был образован на базе Организации СКЮ в ЮНА и ряда небольших проюгославских и коммунистических групп и движений. В состав президиума новой партии вошли, в основном, военные и ветераны освободительной борьбы — генерал армии Велько Кадиевич (в тот момент занимавший пост Союзного секретаря народной обороны Югославии), его предшественники на этом посту адмирал Бранко Мамула и генерал армии Никола Любичич, действующий глава МВД и бывший руководитель СР Сербии Петар Грачанин, генерал-полковник Стеван Миркович, а также бывший глава союзного МИД Лазар Мойсов. Также членами партии были супруга сербского президента Слободана Милошевича Мира Маркович и будущий министр обороны Сербии Александр Вулин.
Основной членской базой партии также стали военные ЮНА (около 70 тыс. человек из 250 тыс.), вопреки запрету заниматься политической деятельностью. Материальную базу СК — ПЮ частично унаследовал от СКЮ, частично получил от СПС
Программные положения новой партии опирались на программу старого СКЮ, включая в себя положения о социалистическом характере государства, рабочем самоуправлении, неприсоединении и рыночной экономике при сильной роли государства. Предполагалось, что в случае прихода к власти в Югославии военных СК — ПЮ станет их политической опорой.
Несмотря на то, что СК — ПЮ декларировал свой общеюгославский характер, партия фактически пользовалась поддержкой только сербского и черногорского населения и функционировала в границах Союзной республики Югославии. Небольшое количество отделений имелось в Словении, Хорватии, Боснии и Македонии.
В 1991 году были установлены межпартийные отношения между СК — ПЮ и КПСС.
Во время войн на территории бывшей Югославии партия принципиально и резко выступала против всех видов национализма (великосербского, великохорватского, мусульманского, великоалбанского и великомакедонского), против декоммунизации и неофашизма, за прекращение боевых действий, межнациональную терпимость и восстановление братства и единства. За это члены СК — ПЮ подвергались преследованиям как со стороны режима Милошевича, так и со стороны Туджмана и Изетбеговича.
На выборах в Союзную скупщину СРЮ в мае 1992 года (единственных, на которых партия приняла участие), СК — ПЮ получил 14 205 голосов (0,35 %), что дало ему 2 депутатских мандата (Ратко Крсманович от Сербии и Раде Лакушич от Черногории).
В 1994 году на фоне фактического поражения хорватских и боснийских сербов, в партии произошёл раскол на сторонников и противников политики Милошевича — фракцию первых во главе с его супругой Мирой Маркович и Александром Вулиным поддержало большинство членов партии, фракцию вторых — большая часть военных. В результате внутрипартийной борьбы, победу одержала первая фракция и 23 июля СК — ПЮ объединился вместе с ещё 23 левыми и коммунистическими группировками в блок «Югославские левые», впоследствии преобразованный в единую партию, которую возглавила Маркович.
Впоследствии Велько Кадиевич признал создание партии ошибочным решением и обвинил в том, что она не смогла занять нишу сильной левой общеюгославской силы, Маркович и Вулина.